# 洩漏轉形斷層

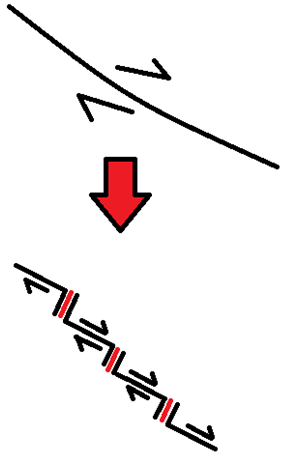
洩漏轉形斷層的分解

洩漏轉形斷層（英語：leaky transform fault）
是一種轉形斷層，但其很大一部分有火山活動，產生新的地殼。這種轉形斷層在邊界具有走滑運動外，還有與走滑運動方向成斜角的伸展分量，導致板塊的運動不平行於板塊邊界。這會打開斷層，讓熔體突破洋殼產生新的地殼。一個板塊歐拉軸位置的輕微變化，即可導致這種延伸分量。為了包含沿板塊邊界的斜角運動，這轉形斷層可以被分解成一系列小段而由洋中脊的連接成洩漏轉形斷層。這些變換就造成一個新的歐拉軸其中心被小圓圈圍繞。

### 案例
西利馬索爾森林複合體（Limassol Forest Complex）是塞浦路斯島上的一個白堊紀晚期蛇綠岩組合。源於來自一個約 10 公里（6.2 英里）寬的的左移洩漏轉形斷層。蛇綠岩複合體中的岩墻，在受剪切力的影響下，其結構變形；岩墻走向是 N-S ，但被 E-W 走向的剪切帶切割。這些侵入體很可能是與構造同時的，因為它們既穿過剪切帶又被剪切帶切割。
愛莫絡斷裂帶（Emerald Fracture Zone） （EMZ）位於新西蘭南部南極和太平洋板塊的交界處。 EMZ 靠近南極板塊圍繞太平洋旋轉的歐拉軸。隨著歐拉軸遷移和相對板塊速度的變化，兩個板塊之間的邊界也呈現很大變化。這兩板塊邊界的重組在 EMZ 很明顯； 代表由大型構造事件聯繫在一起。一個代表在 30 MY前，印度和亞洲的碰撞，第二個代表在 6 MY前，代表 Ontong Java 高原與美拉尼西亞弧的碰撞。

### 岩石學
在太平洋和科科斯板塊之間的東太平洋的 Siqueiros 洩漏轉形斷層有一些詳細的岩石學研究。該地區的火成岩主要是苦橄玄武岩。這些玄武岩與典型的大洋中脊玄武岩有輕微的化學變化；它們更原始（更高的 MgO 值）並且更缺乏不相容元素。